# یوتیوبر مجازی

vtuber با استفاده از ردیابی دست

یوتیوبر مجازی (ژاپنی: バ ー チ ャ ル ユ チ ュ ー バ ー) (هپبورن: bācharu yūchūbā) (انگلیسی: virtual YouTube یا VTuber) یک سرگرم‌کننده آنلاین است که از آواتار دیجیتال تولید شده با استفاده از گرافیک رایانه‌ای استفاده می‌کند. روند رو به رشدی که از اواسط دهه ۲۰۱۰ از ژاپن نشأت گرفته‌است، اکثر یوتیوبرهای مجازی به ژاپنی صحبت می‌کنند یا پخش کننده‌های زنده هستند که از طرح‌های آواتار الهام گرفته از انیمه استفاده می‌کنند. تا سال ۲۰۲۰، بیش از ۱۰٬۰۰۰ یوتیوبر مجازی فعال وجود داشت.
اولین سرگرم کننده ای که از عبارت "یوتیوبر مجازی" استفاده کرد ، کیزونا ای‌آی  بود که از اواخر سال ٢٠١۶ شروع به ایجاد محتوا در یوتیوب کرد و به زودی محبوبیت او روند یوتیوبر مجازی را در ژاپن ایجاد کرد. تعداد فزاینده ای از ترجمه های طرفداران و یوتیوبرهای مجازی به زبان خارجی افزایش محبوبیت بین‌المللی این پدیده را نشان می دهد. یوتیوبرهای مجازی در کمپین های تبلیغاتی داخلی در ژاپن ظاهر شده و رکوردهای جهانی مربوط به جریان مستقیم را شکسته است.